# La Chapelle-Gaudin
La Chapelle-Gaudin korábbi község Franciaország Új-Aquitania régiójában, Deux-Sèvres megyében. 2016. január 1-jén öt másik korábbi községgel egyesült és az így létrejött Argentonnay új község része lett.
Lakosainak száma 264 fő (2018. január 1.). La Chapelle-Gaudin Bressuire, Coulonges-Thouarsais és Moutiers-sous-Argenton községekkel határos.

## Népesség
A település népességének változása:
| Lakosok száma | 442  | 394  | 347  | 311  | 285  | 222  | 236  | 246  | 258  | 264  |
|               | 1962 | 1968 | 1975 | 1982 | 1990 | 2008 | 2013 | 2015 | 2017 | 2018 |